# 황포강
황포강(黃浦江)은 자강도의 강으로 장진강의 지류이다.